# Europipe (Pipeline)

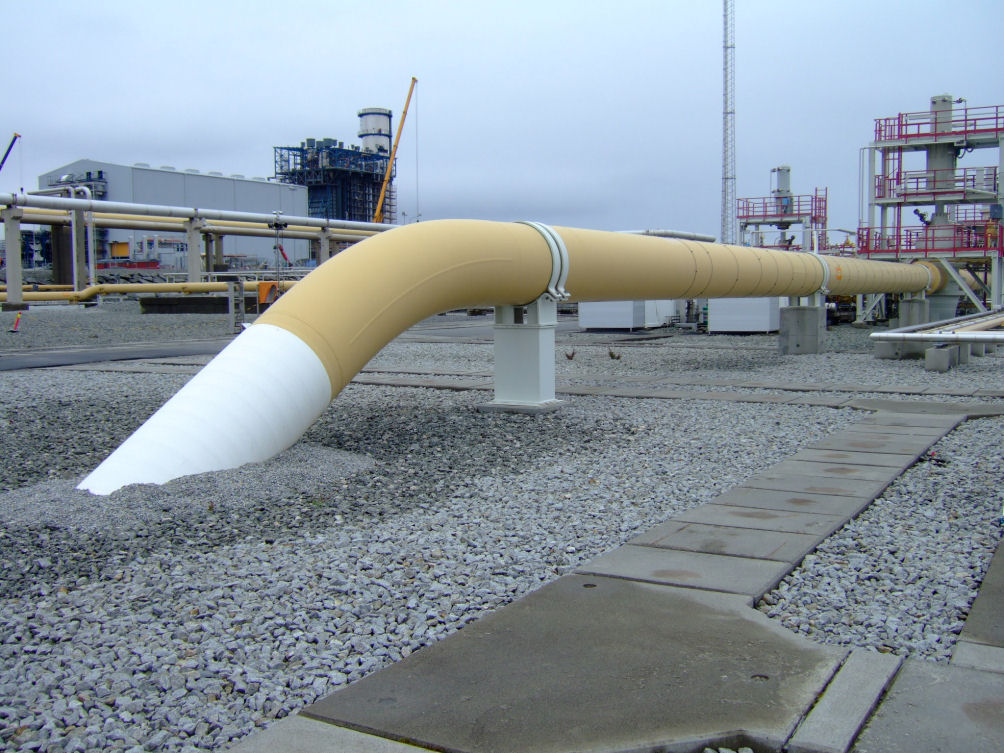
Die Europipe-II-Pipeline im norwegischen Kårstø

Europipe I ist eine Erdgas-Pipeline in der Nordsee, die die norwegische Draupner-Plattform mit dem deutschen Festland bei Dornum in Ostfriesland verbindet. Sie wurde 1995 in Betrieb genommen, ist rund 620 Kilometer lang und ergänzt zwei ältere Gaspipelines, von denen eine (Norpipe) in Emden (Ostfriesland) endet.
Eine weitere Gasleitung (Europipe II) transportiert seit dem 1. Oktober 1999 Erdgas von Norwegen (Kårstø in Tysvær 59° 16′ 14″ N, 5° 29′ 37″ O, nördlich von Stavanger) nach Deutschland. Sie ist ungefähr 660 Kilometer lang und wurde im deutschen Küstenbereich parallel zur Europipe I verlegt.
Die Leitungen kommen an der niedersächsischen Küste zwischen Dornum und Nesse an Land. Dort wird in einer „Gasempfangsanlage“ der Druck von etwa 160 bar auf 80 bar entspannt. Hierfür muss das Gas wegen des Joule-Thomson-Effektes erwärmt werden, wozu ein Heizhaus erstellt wurde (53° 39′ 23″ N, 7° 24′ 14″ O).
Eine Besonderheit ist der etwa zwei Kilometer lange Zwillingstunnel bei Dornumersiel im Bereich des sogenannten trockenfallenden Watts. In diesem sensiblen Ökosystem wurde dieser Tunnel unterirdisch vorgetrieben.
Von Dornum/Nesse aus geht es 49 Kilometer weiter mit unterirdischen Leitungen (42 Zoll) nach Emden-Knock 53° 21′ 40″ N, 7° 0′ 31″ O. Dort wird die Gasmenge gemessen und an die angeschlossenen Ferngasnetzbetreiber abgegeben. Mit Gaschromatographen wird die Qualität des Gases laufend nachgewiesen. Die Transportkapazität ist mit 60 Mio. Normkubikmeter pro Tag angegeben. Der Nennausgangsdruck beträgt 49 bar.
Eine weitere Leitung geht von Dornum aus als NETRA-Pipeline nach Salzwedel.
Betreiber der Europipe-Leitungen ist das norwegische Staatsunternehmen Gassco.
Die Lieferverträge wurden auf etwa 30 Jahre angelegt. Der Preis wird mit einer vom Ölpreis abhängigen Formel berechnet.
Die Europipe versorgt 19 Millionen Haushalte in Deutschland und anderen westeuropäischen Ländern mit Erdgas.
Seit 2022 ist mit Baltic Pipe ein Abzweig von Europipe II über Dänemark nach Polen in Betrieb.

## Belege
1. 1 2  Europipe. In: www.gassco.no. Gassco, abgerufen am 10. März 2018.
2. ↑  BusinessPortal Norwegen: 40 Jahre norwegische Gaslieferungen nach Deutschland, abgerufen am 1. Mai 2018.
3. ↑  Potenzialstudie Energieregion Nordwest (Memento vom 1. Mai 2018 im Internet Archive), Oldenburger Energiecluster OLEC e. V. (Hrsg.), S. 50 (PDF), abgerufen am 14. Dezember 2024.
4. ↑  Potenzialstudie Energieregion Nordwest (Memento vom 1. Mai 2018 im Internet Archive), Oldenburger Energiecluster OLEC e. V. (Hrsg.), S. 51 (PDF), abgerufen am 14. Dezember 2024.
5. ↑  www.gassco.no (Memento vom 20. Dezember 2016 im Internet Archive)
6. ↑  Norwegen auf dem Weg zur Erdgas-Nation, Neue Zürcher Zeitung vom 22. Januar 2009, abgerufen am 1. Mai 2018.
7. ↑  Die Zeit, 9. August 2018, S. 31.

- Karte mit allen Koordinaten:
- OSM |
- WikiMap